# リンゴ (アルバム)
『リンゴ』(英語:  Ringo )は、リンゴ・スターが1973年11月に発表した3枚目のスタジオ・アルバムである。
1991年にCDで再リリースされ、ボーナス・トラック3曲が収録された。

## 解説

### 制作に至る経緯
スターは1970年に『センチメンタル・ジャーニー』『カントリー・アルバム』の2枚のアルバムを発表した後は、ジョージ・ハリスンのプロデュースによる「明日への願い」「バック・オフ・ブーガルー」の2枚のヒット・シングルを出していた。しかし俳優業に重点を置いていたため、他のアーティストのレコーディング・セッションには参加するものの、アルバム制作には興味を示さなかった。
1972年12月、映画『マイウェイ・マイ・ラブ』の撮影が終わり、ハリスンのアルバム『リヴィング・イン・ザ・マテリアル・ワールド』のレコーディング・セッションに参加していたスターは、以前作曲していた「想い出のフォトグラフ」をハリスンのプロデュースでレコーディングした。これに手ごたえを感じたスターは、ようやく新しいアルバムを作ろうと考え始めた。
2月下旬、翌月3日にナッシュビルで行われるグラミー賞授賞式に出席することを決めたスターは、この機会にアメリカでレコーディングを行いたいと考え、リチャード・ペリーに連絡を取り、プロデュースを依頼した。また、多くのミュージシャン仲間にセッションへの参加を依頼し、中でも元ビートルズのジョン・レノン、ポール・マッカートニー、ハリスンには楽曲の提供も併せて依頼した。

### レコーディング
最初のレコーディング・セッションは3月5日から27日にかけて、ロサンゼルスのザ・サンセット・スタジオスで行われた。3月13日には「アイム・ザ・グレーテスト」のレコーディングが行われたが、このセッションにはキャピトル・レコードとの仕事の関係でロサンゼルスに滞在していたレノンとハリスンが参加した。他にも豪華なゲストが参加しており、「ハヴ・ユー・シーン・マイ・ベイビー(ホールド・オン)」にはジェイムズ・ブッカーとトム・スコットのほか、A&Mスタジオで録音されたT・レックスのマーク・ボラン のギターがオーバーダビングされている。「サンシャイン・ライフ・フォー・ミー」にはリチャード・マニュエルを除くザ・バンドのメンバー4人が参加。また、5曲でスターとジム・ケルトナーとのツイン・ドラムがフィーチャーされている。
2度目のレコーディング・セッションは4月16日から30日にかけて、ロンドンのアップル・スタジオとアビー・ロード・スタジオで行われた。ロサンゼルスでの「アイム・ザ・グレーテスト」のセッションが大きな話題となり、スターはマッカートニーのセッションへの参加はアルバム制作に必須だと考えるようになった。しかし、マッカートニーがアメリカに入国できなかったので、スターは出演した映画『マイウェイ・マイ・ラブ』のワールドプレミア出席のために帰国する機会にレコーディングを行うことにした。4月12日にプレミアに出席すると、16日にはマッカートニーが書き下ろした「シックス・オクロック」のレコーディングを行った。マッカートニーはピアノとシンセサイザーを演奏し、リンダと共にバッキング・ヴォーカルを歌った。後日、アビーロード・スタジオでさらなる作業が行われ、マッカートニーがアレンジしたフルートとストリングスが曲に追加された。またペリーがロサンゼルスから持ってきた「ユーアー・シックスティーン」にマッカートニーがカズー風のソロ・ボーカルを、スターは自作曲の「ステップ・ライトリー」に自身のタップダンスの音をオーバーダビングした。
その後はロサンゼルスに戻り、バーバンク・スタジオで「想い出のフォトグラフ」にジャック・ニッチェのアレンジによる弦楽器と合唱のオーバーダビングを始め、サウンド・ラボ、プロデューサーズ・ワークショップ、サンセット・サウンド・レコーダーズで作業を進め 、7月24日からのミキシングで完成した。

### リリース
アートワークの制作に時間がかかったため、発売は当初の予定から大幅に遅れ、レノンの『マインド・ゲーム』と同時期の11月2日にアメリカで、そして23日にイギリスで発売された。結果的に元ビートルズのアルバムが競合することになってしまったが、これまでのスタンダード・ナンバーのカヴァー・アルバムやカントリー・ミュージック・アルバムであった前2作に対し、ロックや現代ポップスのスタイルによる本格的なソロ・アルバムとなった本作は、先行シングル「想い出のフォトグラフ」の大ヒットと、ビートルズ解散後としては初めて元メンバー4人全員が参加したアルバムという話題性と相まって好評を博した。アルバムはカナダ、スペイン、スウェーデンのチャートで首位を獲得し、オーストラリア、オランダ、イタリア、ノルウェー、日本、アメリカ、イギリスでもトップ10入りのヒットとなった。アメリカのでは、キャッシュボックス誌とレコードワールド誌のチャートでは首位を獲得したものの、ビルボード誌では12月1日付の2位が最高位だった。
本作からは3枚のシングルがカットされたが、「想い出のフォトグラフ」「ユア・シックスティーン」はいずれも全米チャートで1位を獲得、「オー・マイ・マイ」も5位と好調だった。
1991年に初めてデジタル・マスタリングを行ったCDが発売された。ボーナス・トラックとしてアルバム未収録のシングル曲「明日への願い」「1970年代ビートルズ物語」「ダウン・アンド・アウト」の3曲が収録された。但し、3曲とも本作制作時の録音ではない。アメリカでは3曲とも「ユー・アンド・ミー」の後に収録されたが、イギリスや日本では「ダウン・アンド・アウト」が「想い出のフォトグラフ」と「サンシャイン・ライフ・フォー・ミー」の間に挿入された。なお、1973年のテスト盤・プローモション盤に収録されていた「シックス・オクロック（エクステンデッド・ヴァージョン）」は1992年発売の『グッドナイト・ウィーン』再発盤にボーナス・トラックとして収録された。

## アートワーク
アルバムのアートディレクションはバリー・ファインスタイン、パッケージのコーディネートはアラン・パリサーが担当した。アルバム・ジャケットには、ティム・ブルックナーによる絵が使用された。当時ビバリーヒルズの宝石店で彫刻家兼見習い宝石職人として働いていたブルックナーは、アルバム・ジャケットのカバーアートの仕事をしたいと考えていて、売り込みの電話をしたデザイン会社がたまたまファインスタインのカモフラージュ・プロダクションだった。ブルックナーが持参してきた作品に興味を持ったファインスタインはペリーに見せると彼も気に入ったので、アルバム・ジャケット用のコンセプト・スケッチを数種類用意させ、スターに見せるためにロンドンへ向かわせた。10種類のスケッチから選ばれたのは、巨大な文字に寄りかかってステージに立つスターを観るためにバルコニー席に詰めかけた多くの観客が描かれているものだった。アルバムに参加したミュージシャンを何らかの形でジャケットに登場させたいという要望に従い、ブルックナーは観客の中にレノンやマッカートニー、ハリスンを始めとして、レコーディング・セッションに参加したミュージシャンや関係者など26名のイラストを描き込んだ。また、上部にはニルソンのアイディアでアップルのレーベル・マークである青りんごの周りに「Duit On Mon Dei」とフランス語風に書かれた看板が掲げられている。
ブックレットには歌詞と共に、フォアマンが１曲ごとのイメージを描いたリトグラフが収められている。またクレジットや感謝の言葉とは別に、実在しない「ジム・ケルトナー・ファンクラブ」の問い合わせ先が記載されている。これはハリスンがアルバム『リヴィング・イン・ザ・マテリアル・ワールド』の裏表紙に同様のことを記載したことに関係している。

## 収録曲

### オリジナル・アナログ・LP
| #         | タイトル                                                                         | 作詞・作曲                                   | オリジナル・シンガー（リリース年） | 時間  |
| --------- | -------------------------------------------------------------------------------- | -------------------------------------------- | ---------------------------------- | ----- |
| 1.        | 「アイム・ザ・グレーテスト」(I'm the Greatest)                                   | ジョン・レノン                               |                                    | 3:24  |
| 2.        | 「ハヴ・ユー・シーン・マイ・ベイビー」(Have You Seen My Baby)                    | ランディ・ニューマン                         | ランディ・ニューマン（1970年）     | 3:44  |
| 3.        | 「想い出のフォトグラフ」(Photograph)                                             | リチャード・スターキー, ジョージ・ハリスン   |                                    | 3:58  |
| 4.        | 「サンシャイン・ライフ・フォー・ミー」(Sunshine Life for Me (Sail Away Raymond)) | ジョージ・ハリスン                           |                                    | 2:46  |
| 5.        | 「ユア・シックスティーン」(You're Sixteen)                                       | ロバート・シャーマン, リチャード・シャーマン | ジョニー・バーネット（1960年）     | 2:47  |
| 合計時間: | 合計時間:                                                                        | 合計時間:                                    | 合計時間:                          | 16:39 |

| #         | タイトル                                  | 作詞・作曲                                     | オリジナル・シンガー（リリース年） | 時間  |
| --------- | ----------------------------------------- | ---------------------------------------------- | ---------------------------------- | ----- |
| 1.        | 「オー・マイ・マイ」(Oh My My)            | ヴィニ・ポンシア, リチャード・スターキー       |                                    | 4:18  |
| 2.        | 「ステップ・ライトリー」(Step Lightly)    | リチャード・スターキー                         |                                    | 3:16  |
| 3.        | 「シックス・オクロック」(Six O'Clock)     | ポール・マッカートニー, リンダ・マッカートニー |                                    | 4:07  |
| 4.        | 「デヴィル・ウーマン」(Devil Woman)       | リチャード・スターキー, ヴィニ・ポンシア       |                                    | 4:02  |
| 5.        | 「ユー・アンド・ミー」(You and Me (Babe)) | ジョージ・ハリスン, マル・エヴァンズ           |                                    | 4:43  |
| 合計時間: | 合計時間:                                 | 合計時間:                                      | 合計時間:                          | 20:26 |

### 1991年再発盤
| #         | タイトル                                                                         | 作詞・作曲                                     | 時間  |
| --------- | -------------------------------------------------------------------------------- | ---------------------------------------------- | ----- |
| 1.        | 「アイム・ザ・グレーテスト」(I'm the Greatest)                                   | ジョン・レノン                                 | 3:24  |
| 2.        | 「ハヴ・ユー・シーン・マイ・ベイビー」(Have You Seen My Baby)                    | ランディ・ニューマン                           | 3:44  |
| 3.        | 「想い出のフォトグラフ」(Photograph)                                             | リチャード・スターキー, ジョージ・ハリスン     | 3:58  |
| 4.        | 「サンシャイン・ライフ・フォー・ミー」(Sunshine Life for Me (Sail Away Raymond)) | ジョージ・ハリスン                             | 2:46  |
| 5.        | 「ユア・シックスティーン」(You're Sixteen)                                       | ロバート・シャーマン, リチャード・シャーマン   | 2:47  |
| 6.        | 「オー・マイ・マイ」(Oh My My)                                                   | ヴィニ・ポンシア, リチャード・スターキー       | 4:18  |
| 7.        | 「ステップ・ライトリー」(Step Lightly)                                           | リチャード・スターキー                         | 3:16  |
| 8.        | 「シックス・オクロック」(Six O'Clock)                                            | ポール・マッカートニー, リンダ・マッカートニー | 4:07  |
| 9.        | 「デヴィル・ウーマン」(Devil Woman)                                              | リチャード・スターキー, ヴィニ・ポンシア       | 4:02  |
| 10.       | 「ユー・アンド・ミー」(You and Me (Babe))                                        | ジョージ・ハリスン, マル・エヴァンズ           | 4:43  |
| 11.       | 「明日への願い」(It Don't Come Easy)                                             | リチャード・スターキー                         | 3:02  |
| 12.       | 「1970年代ビートルズ物語」(Early 1970)                                           | リチャード・スターキー                         | 2:21  |
| 13.       | 「ダウン・アンド・アウト」(Down and Out)                                         | リチャード・スターキー                         | 3:02  |
| 合計時間: | 合計時間:                                                                        | 合計時間:                                      | 45:30 |

| #         | タイトル                                                                         | 作詞・作曲                                     | 時間  |
| --------- | -------------------------------------------------------------------------------- | ---------------------------------------------- | ----- |
| 1.        | 「アイム・ザ・グレーテスト」(I'm the Greatest)                                   | ジョン・レノン                                 | 3:24  |
| 2.        | 「ハヴ・ユー・シーン・マイ・ベイビー」(Have You Seen My Baby)                    | ランディ・ニューマン                           | 3:44  |
| 3.        | 「想い出のフォトグラフ」(Photograph)                                             | リチャード・スターキー, ジョージ・ハリスン     | 3:58  |
| 4.        | 「ダウン・アンド・アウト」(Down and Out)                                         | リチャード・スターキー                         | 3:02  |
| 5.        | 「サンシャイン・ライフ・フォー・ミー」(Sunshine Life for Me (Sail Away Raymond)) | ジョージ・ハリスン                             | 2:46  |
| 6.        | 「ユア・シックスティーン」(You're Sixteen)                                       | ロバート・シャーマン, リチャード・シャーマン   | 2:47  |
| 7.        | 「オー・マイ・マイ」(Oh My My)                                                   | ヴィニ・ポンシア, リチャード・スターキー       | 4:18  |
| 8.        | 「ステップ・ライトリー」(Step Lightly)                                           | リチャード・スターキー                         | 3:16  |
| 9.        | 「シックス・オクロック」(Six O'Clock)                                            | ポール・マッカートニー, リンダ・マッカートニー | 4:07  |
| 10.       | 「デヴィル・ウーマン」(Devil Woman)                                              | リチャード・スターキー, ヴィニ・ポンシア       | 4:02  |
| 11.       | 「ユー・アンド・ミー」(You and Me (Babe))                                        | ジョージ・ハリスン, マル・エヴァンズ           | 4:43  |
| 12.       | 「明日への願い」(It Don't Come Easy)                                             | リチャード・スターキー                         | 3:02  |
| 13.       | 「1970年代ビートルズ物語」(Early 1970)                                           | リチャード・スターキー                         | 2:21  |
| 合計時間: | 合計時間:                                                                        | 合計時間:                                      | 45:30 |

## 参加ミュージシャン
※ボーナス・トラックは除外。トラック・ナンバーはUS版CDに準拠。
| - リンゴ・スター - ボーカル、ドラムス、パーカッション (#4)、タップ (#7) - クラウス・フォアマン - ベース、バッキング・ボーカル (#9) - ヴィニ・ポンシア - アコースティック・ギター (#3,8,10)、ギター (#5)、パーカッション (#8)、バッキング・ボーカル (#4,6) - ジミー・カルヴァート - アコースティック・ギター (#3,7)、ギター (#5,6,9) - ジム・ケルトナー - ドラムス (#2,3,5,6,9) - ジョージ・ハリスン - ギター (#1,4)、12弦ギター (#3)、エレクトリック・ギター (#10)、バッキング・ボーカル (#3,4) - ジョン・レノン - ピアノ (#1)、バッキング・ボーカル (#1) - ポール・マッカートニー - マウス・サックス (#5)、ピアノ (#8)、シンセサイザー (#8)、バッキング・ボーカル (#8)、ストリングス＆フルート・アレンジメント (#8) - ニッキー・ホプキンス - ピアノ (#3,5)、エレクトリックピアノ (#7,10) - ミルト・ホランド - パーカッション (#2,9)、マリンバ (#10) - トム・スコット -ホーン(#2,9)、サックス (#6) 、ホーン・アレンジメント (#2,6,9,10)、クラリネット・アレンジメント (#7) - ジャック・ニッチェ – オーケストラ・アレンジメント (#3)、コーラス&ストリングス・アレンジメント (#10) | - ビリー・プレストン - オルガン (#1,6)、ピアノ (#6) - マーク・ボラン - ギター (#2) - ジェイムズ・ブッカー - ピアノ (#2) - ロン&デレク・ヴァン・イートン - パーカッション (#3) - ボビー・キーズ – テナーサックス (#3) - ロビー・ロバートソン - ギター (#4) - リヴォン・ヘルム - マンドリン (#4) - リック・ダンコ - フィドル (#4) - ガース・ハドソン - アコーディオン (#4) - デヴィッド・ブロムバーグ - バンジョー (#4)、フィドル (#4) - ハリー・ニルソン - バッキング・ボーカル (#5) - マーサ・リーヴス - バッキング・ボーカル (#6) - メリー・クレイトン - バッキング・ボーカル (#6) - スティーヴ・クロッパー - エレクトリック・ギター (#7) - リンダ・マッカートニー - バッキング・ボーカル (#8) - リチャード・ペリー - バッキング・ボーカル (#8) - チャック・フィンドレー - ホーン (#9) - トム・ヘンズレー - ピアノ(#9) |

## チャート
| チャート (1973–74)                     | 順位 |
| -------------------------------------- | ---- |
| Australian Kent Music Report           | 2    |
| Canadian RPM Albums Chart              | 1    |
| Dutch Mega Albums Chart                | 7    |
| Japanese Oricon LPs Chart              | 10   |
| Norwegian Albums Chart                 | 5    |
| Spanish Albums Chart                   | 1    |
| Swedish Albums Chart                   | 1    |
| UK Albums Chart                        | 7    |
| US Billboard 200                       | 2    |
| West German Media Control Albums Chart | 28   |

| チャート (1973)         | 順位 |
| ----------------------- | ---- |
| Dutch Albums Chart      | 39   |
| チャート (1974)         | 順位 |
| Australian Albums Chart | 15   |
| Canadian Albums Chart   | 77   |
| US Billboard Year-End   | 30   |

| 国／地域              | 認定     |
| --------------------- | -------- |
| イギリス (BPI)        | ゴールド |
| アメリカ合衆国 (RIAA) | プラチナ |

## カバー・ヴァージョン
『スタートゥリング・ミュージック』(英語:  Startling Music )は、イギリスのレコーディング・エンジニアでシンセサイザー奏者のデヴィッド・ヘンツェルがアルバム『リンゴ』収録曲をインストゥルメンタル・ヴァージョンでカバーし、1975年4月に発表したスタジオ・アルバムである。アルバム名はスターによって1968年に設立された音楽出版社の名称である。
レコーディングは、イギリス・バークシャー州ティッテンハースト・パークのスターの自宅にあるスタートゥリング・スタジオで行われた。ジェネシスのフィル・コリンズ、元フレイミング・ユースのロニー・キャリルらのパフォーマンスをフィーチャーした、プログレッシブ・ロック風の作品となっている。
スターが運営するレーベル、リング・オー・レコードからの最初の作品として、イギリスでは1975年4月18日に、アメリカでは4年後の1979年2月17日にアルバムがリリースされた。また、1975年に「オー・マイ・マイ」が「デヴィル・ウーマン」とのカップリングでシングル・カットされ、アメリカ、イギリス、ドイツでリリースされた。

### 収録曲
| #         | タイトル                                          | 作詞・作曲                                     | 参加ミュージシャン（担当楽器）                                             | 時間  |
| --------- | ------------------------------------------------- | ---------------------------------------------- | -------------------------------------------------------------------------- | ----- |
| 1.        | 「デヴィル・ウーマン」(Devil Woman)               | リチャード・スターキー、ヴィニ・ポンシア       | フィル・コリンズ（ドラムス）                                               | 3:30  |
| 2.        | 「シックス・オクロック」(Six O'Clock)             | ポール・マッカートニー、リンダ・マッカートニー | フィル・コリンズ（ドラムス）、デヴィッド・ヘンツェル（ピアノ）             | 4:21  |
| 3.        | 「ステップ・ライトリー」(Step Lightly)            | リチャード・スターキー                         | ジャックD.グレンリバー、リチャード・スターキー（フィンガークリック）       | 3:39  |
| 4.        | 「オー・マイ・マイ」(Oh My My)                    | ヴィニ・ポンシア, リチャード・スターキー       | デヴィッド・コール（ドラムス）、ロニー・キャリル（エレクトリック・ギター） | 3:20  |
| 5.        | 「ユア・シックスティーン (Ⅰ)」(You're Sixteen(Ⅰ)) | ロバート・シャーマン、リチャード・シャーマン   | フィル・コリンズ（ドラムス）、ロニー・キャリル（エレクトリック・ギター）   | 2:35  |
| 6.        | 「ユア・シックスティーン(Ⅱ)」(You're Sixteen (Ⅱ)) | ロバート・シャーマン、リチャード・シャーマン   | ロニー・キャリル（バンジョー）                                             | 0:30  |
| 合計時間: | 合計時間:                                         | 合計時間:                                      | 合計時間:                                                                  | 17:55 |

| #         | タイトル                                                                         | 作詞・作曲                                 | 参加ミュージシャン（担当楽器）                                                           | 時間  |
| --------- | -------------------------------------------------------------------------------- | ------------------------------------------ | ---------------------------------------------------------------------------------------- | ----- |
| 1.        | 「想い出のフォトグラフ」(Photograph)                                             | リチャード・スターキー、ジョージ・ハリスン | ロニー・キャリル（アコースティック・ギター）                                             | 7:48  |
| 2.        | 「ハヴ・ユー・シーン・マイ・ベイビー」(Have You Seen My Baby)                    | ランディ・ニューマン                       | フィル・コリンズ（ドラムス、パーカッション）、ロニー・キャリル（エレクトリック・ギター） | 5:02  |
| 3.        | 「アイム・ザ・グレーテスト」(I'm the Greatest)                                   | ジョン・レノン                             | フィル・コリンズ（ドラムス）、ロニー・キャリル（エレクトリック・ギター）                 | 3:40  |
| 4.        | 「サンシャイン・ライフ・フォー・ミー」(Sunshine Life for Me (Sail Away Raymond)) | ジョージ・ハリスン                         |                                                                                          | 2:56  |
| 5.        | 「ユー・アンド・ミー」(You and Me (Babe))                                        | ジョージ・ハリスン、マル・エヴァンズ       | フィル・コリンズ（ドラムス、パーカッション）、ロニー・キャリル（エレクトリック・ギター） | 4:03  |
| 合計時間: | 合計時間:                                                                        | 合計時間:                                  | 合計時間:                                                                                | 23:29 |